# Mărășești
Mărăşeşti é uma cidade da Romênia com 13.070 habitantes, localizada no judeţ (distrito) de Vrancea.